# Leszno (powiat Warszawski zachodni)
Leszno is een dorp in het Poolse woiwodschap Mazovië, in het district Warszawski zachodni. De plaats maakt deel uit van de gemeente Leszno en telt 3500 inwoners.